# Avery Amereau
Avery Amereau (* 1991 in Jupiter (Florida)) ist eine amerikanische Opernsängerin (Mezzosopran und Alt).

## Leben
Amereau studierte Jus an der Florida State University, wechselte dann aber zu Musik und Gesang ans Mannes College of Music (Bachelor of Music) und später an die Juilliard School (Master of Music), beide in New York. Ihre Gesangslehrerin war Edith Wiens, die sie in den Sommern 2011 bis 2014 auch zu Wiens Gründung der Internationalen Meistersinger Akademie in Neumarkt in der Oberpfalz begleitete. Ihr Debüt gab Amereau 2016 an der Metropolitan Opera als Musico in Manon Lescaut. Auftritte beim Glyndebourne Festival, bei den Salzburger Festspielen, der Komischen Oper Berlin und an der English National Opera folgten. An der Bayerischen Staatsoper debütierte sie 2022 mit der Partie der Dorabella in Così fan tutte. Seit 2023 ist sie dort Ensemblemitglied.
2020 erschien Amereaus Soloalbum mit Händel-Arien mit dem Philharmonia Baroque Orchestra aus San Francisco.